# Samuel Jackson Barnett
Samuel Jackson Barnett (Woodson County, 14 dicembre 1873 – Pasadena, 22 maggio 1956) è stato un fisico statunitense.

## Biografia
Barnett nacque nella Contea di Woodson, nel Kansas. Suo padre era un ministro di culto. Frequentò l'Università di Denver, presso la quale conseguì una laurea di primo livello (Bachelor of Science) in Fisica nel 1894. Quattro anni dopo, nel 1898, conseguì il dottorato di ricerca (Ph.D.) presso la Cornell University.
Dal 1898 al 1918 insegnò presso varie università statunitensi, finché nel 1918 non entrò a far parte del Carnegie Institution for Science, a Washington, dove rimase fino al 1926, quando divenne professore di Fisica presso l'UCLA - incarico che ha mantenuto fino al 1944. Nel corso della sua carriera si è interessato soprattutto di elettromagnetismo, scoprendo inoltre l'effetto che porta il suo nome: un oggetto in rotazione su sé stesso acquisisce un campo magnetico anche in assenza di un campo magnetico esterno.
Nel 1921 fu eletto membro dell'American Academy of Arts and Sciences.
Barnett aveva sposato Lelia Jefferson Harvie. La coppia non ebbe figli, ma adottò una bambina, Ann, che morì poco dopo il pensionamento di Samuel Barnett. La morte di Barnett, avvenuta a Pasadena in California nel 1956, fu preceduta di circa un mese da quella della moglie.

## Opere
- Elements of Electromagnetic Theory, 1903[5]
- Theories of magnetism, 1923
- Le Magnetisme, 1940